# Ruppellia multisetosa
Ruppellia multisetosa är en tvåvingeart som beskrevs av Lyneborg 1989. Ruppellia multisetosa ingår i släktet Ruppellia och familjen stilettflugor.
Artens utbredningsområde är Madagaskar. Inga underarter finns listade i Catalogue of Life.